# (37716) 1996 RP32
1996 RP32 (asteroide 37716) é um asteroide troiano de Júpiter. Possui uma excentricidade de 0.06689240 e uma inclinação de 4.34725º.
Este asteroide foi descoberto no dia 15 de setembro de 1996 por Uppsala-DLR Trojan Survey em La Silla.